# Ara militaris
Ara militaris là một loài chim trong họ Psittacidae.
Mặc dù được coi là loài sắp nguy cấp trong hoang dã, loài vẹt này vẫn thường được tìm thấy trong ngành buôn bán vật nuôi cảnh. Loài chim này chủ yếu là màu xanh lá cây, được tìm thấy trong các khu rừng của Mexico và Nam Mỹ.

## Hình ảnh

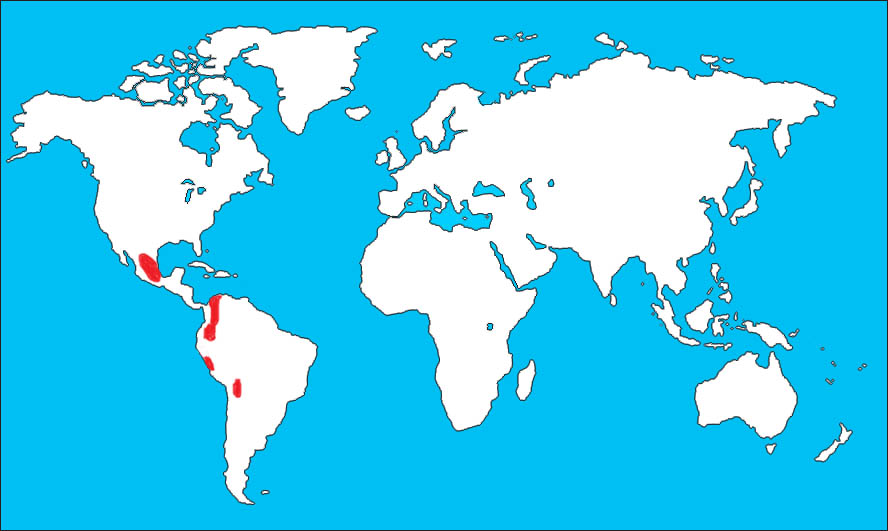
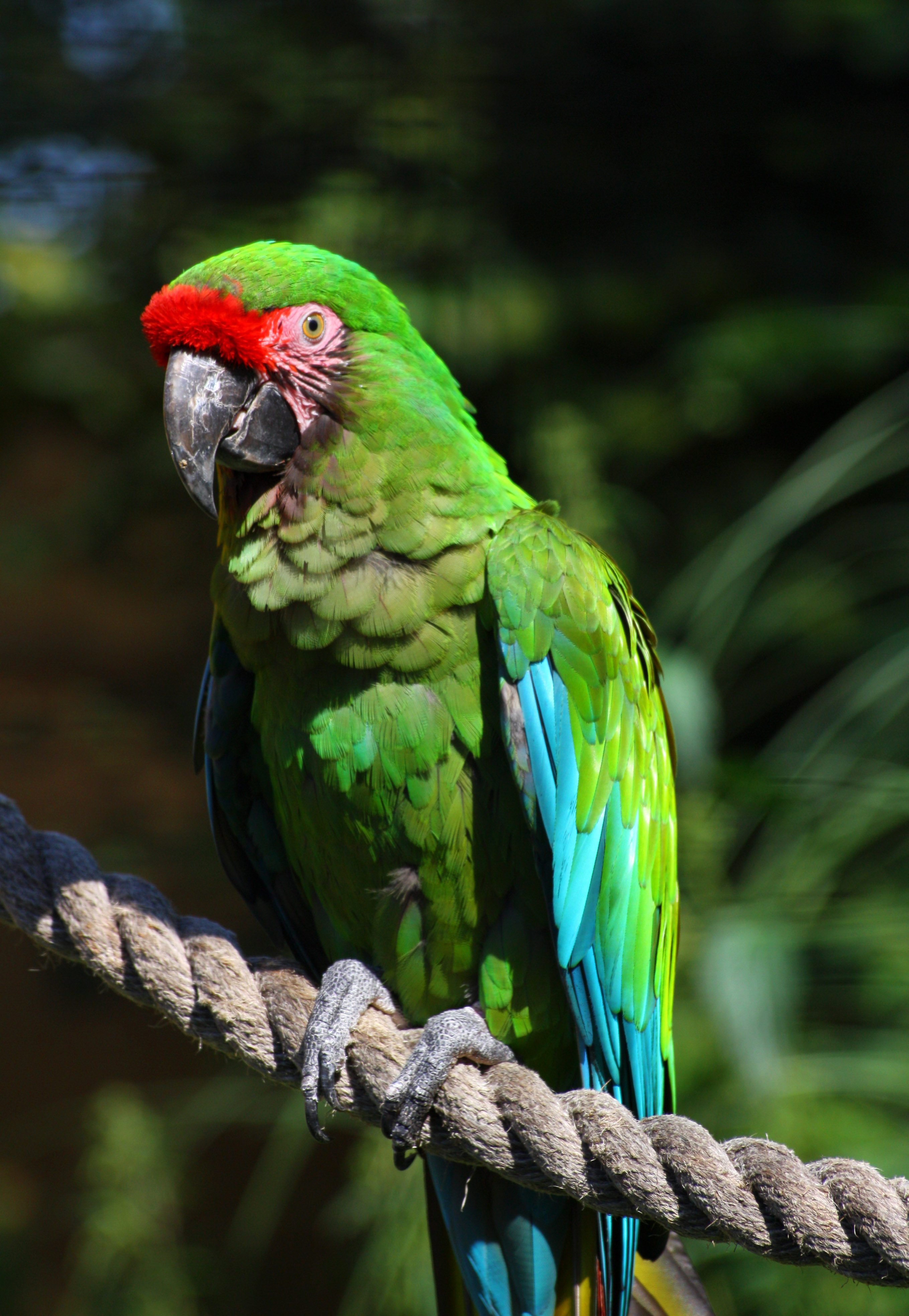
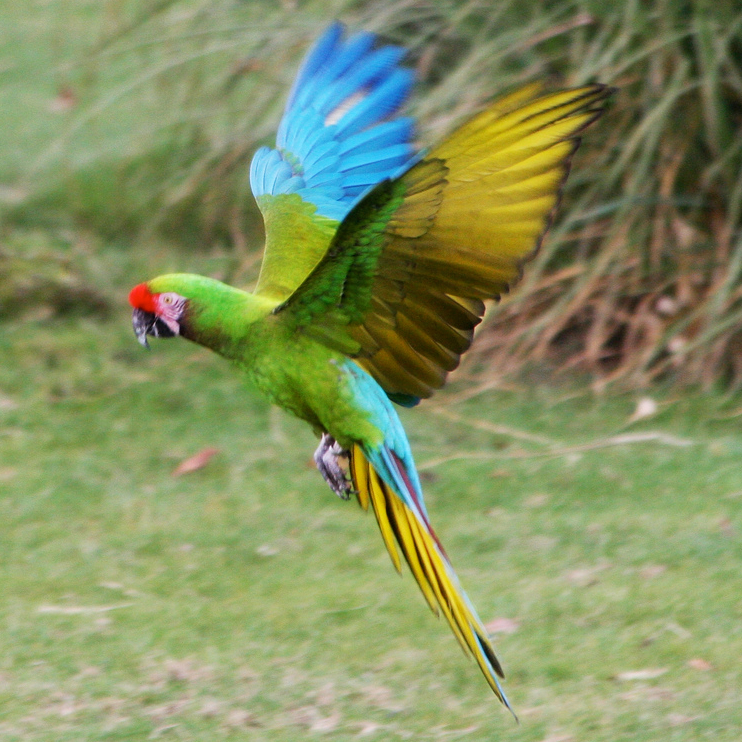
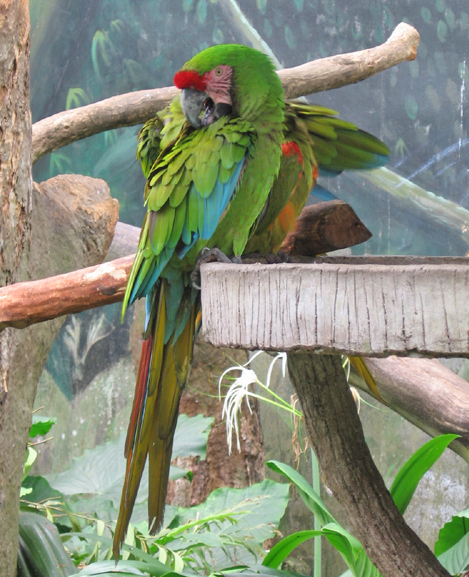
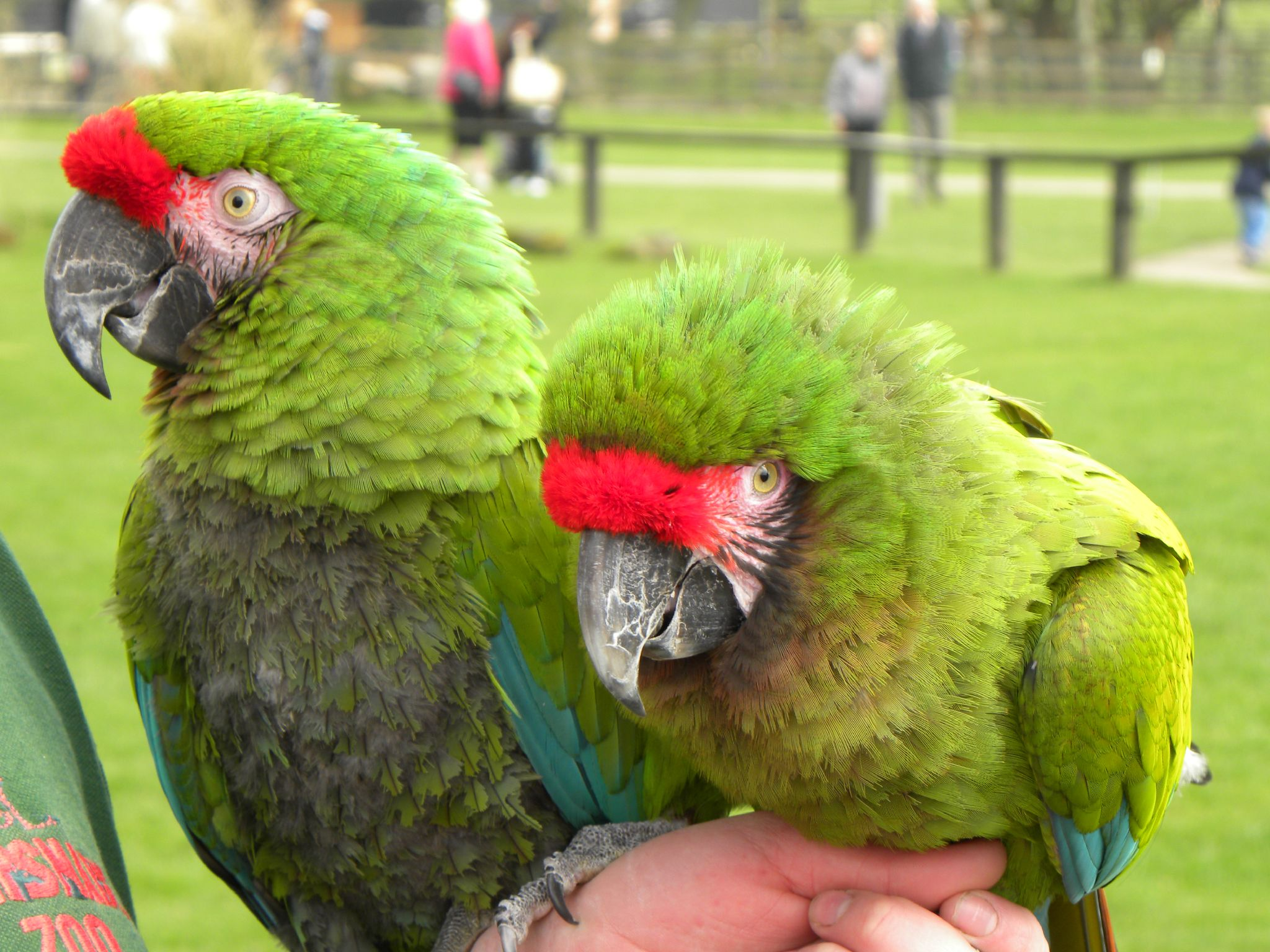
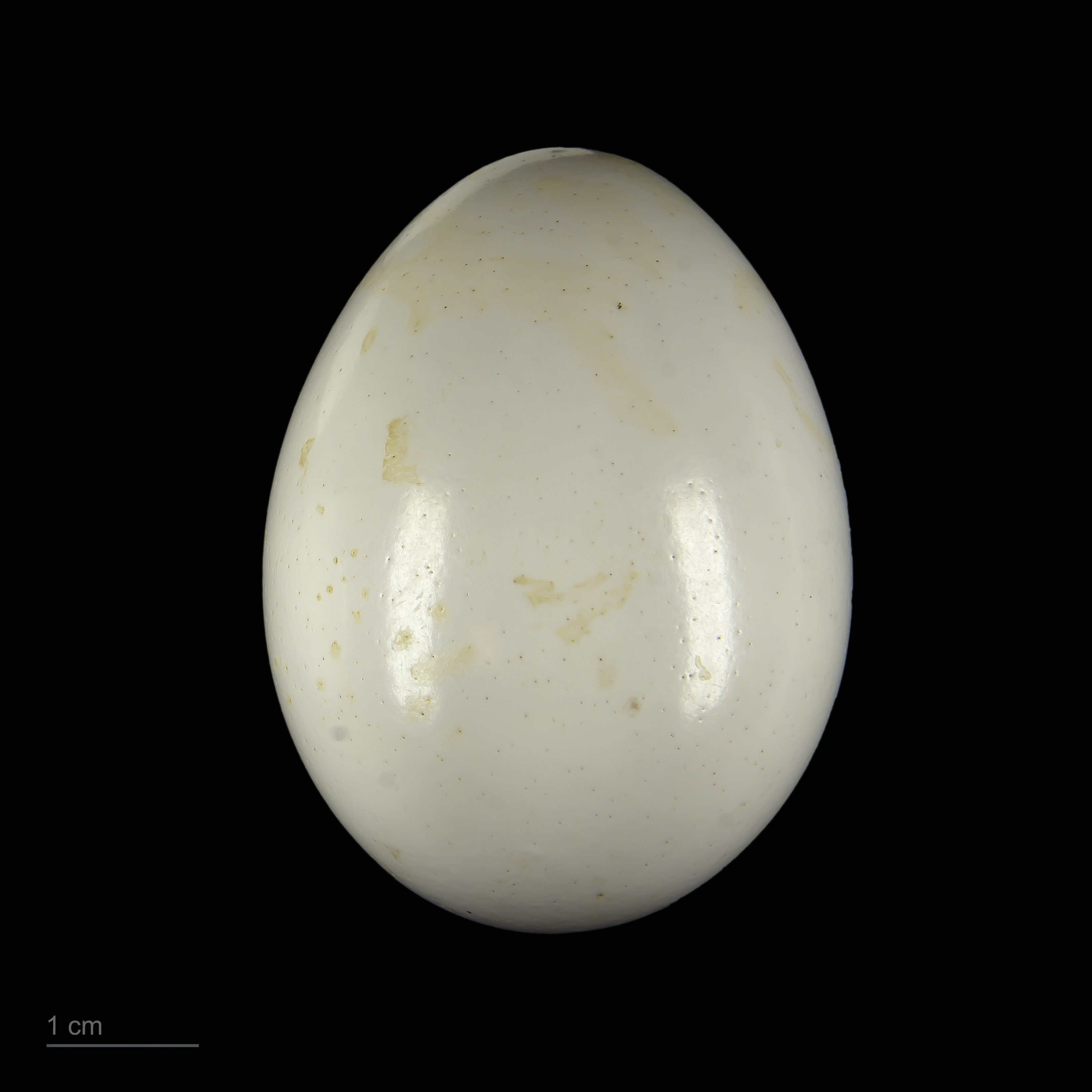
Museum specimen